# Four Wheel Drive Auto Company

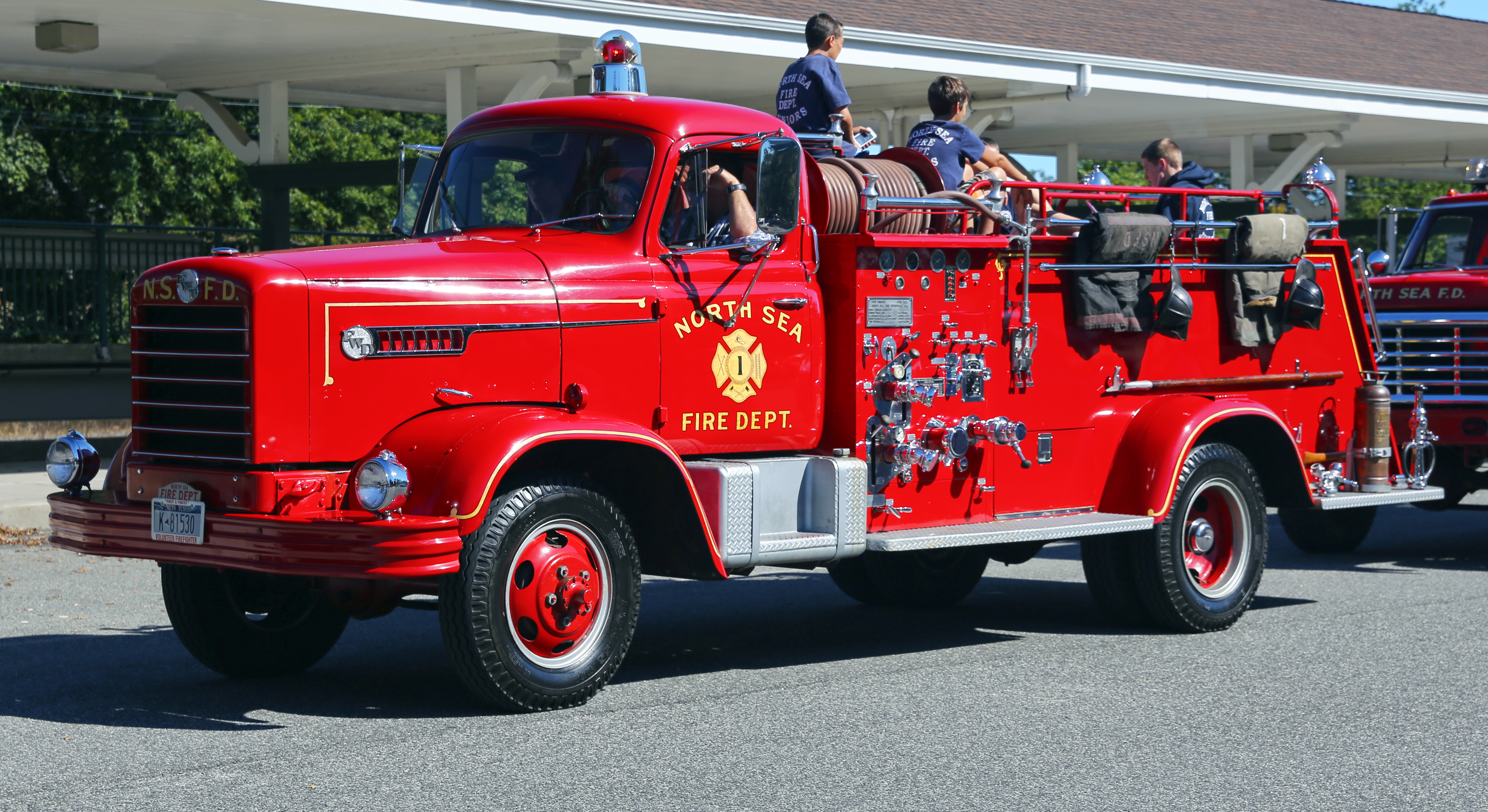
Un camion dei vigili del fuoco marca FWD del 1958

La Four Wheel Drive Auto Company conosciuta anche solo come Four Wheel Drive (FWD), è stata una casa automobilistica statunitense attiva a partire dal 1909 fino ai primi anni 2000.
La Casa è nota principalmente per aver sviluppato, durante la sua attività, esclusivamente veicoli a quattro ruote motrici di cui un certo numero fu utilizzato durante la prima guerra mondiale e successivamente.

## Storia

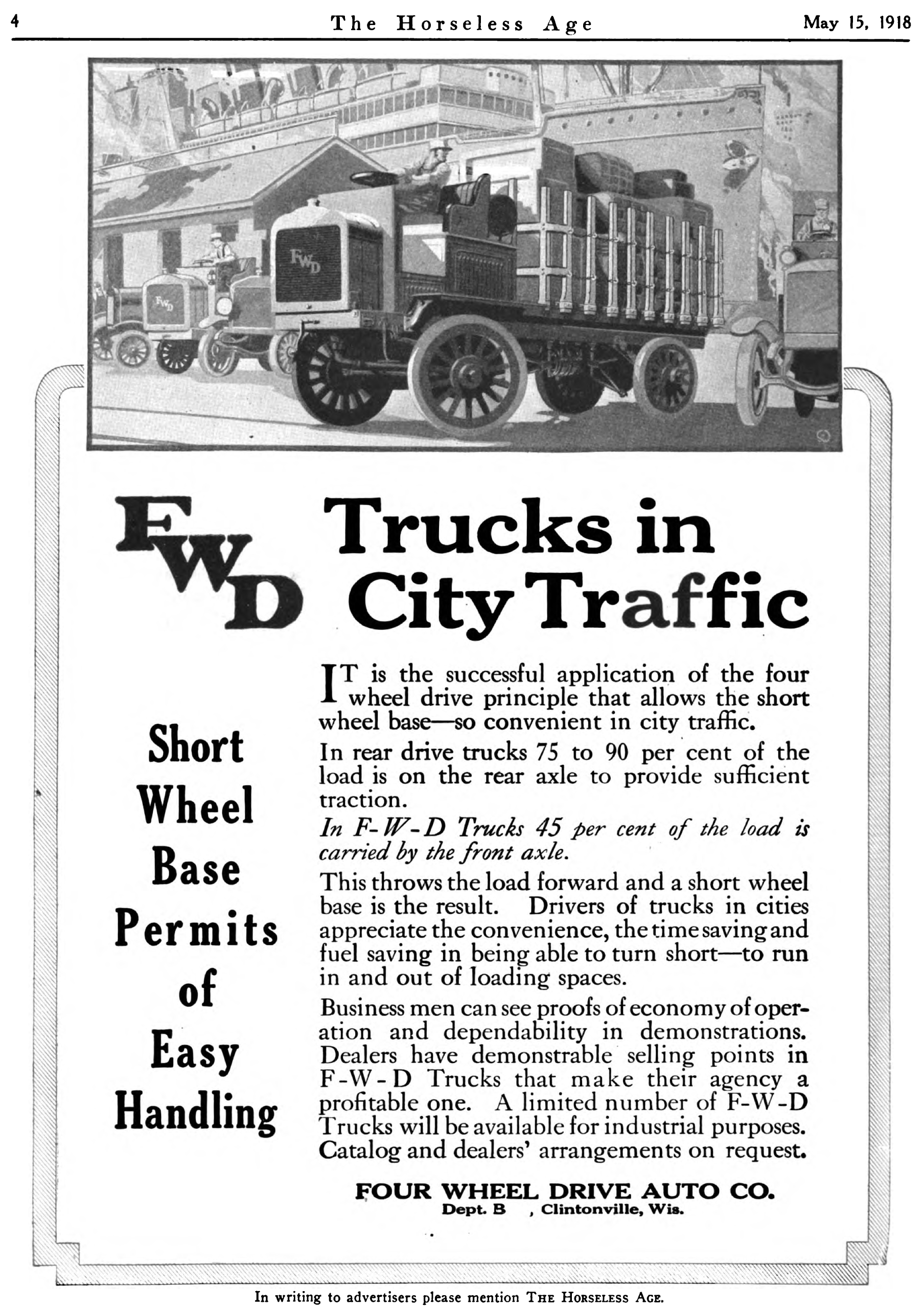
inserzione pubblicitaria della Four Wheel Drive Auto Company del 1918 sulla rivista The Horseless Age ("L'epoca senza cavallo")

La casa fu fondata nel 1909 dopo che i due soci di origine tedesca, Otto Zachow e William Besserdich, ebbero costruito nel 1908 il prototipo del loro primo veicolo 4X4 chiamato "Battleship" (nave da battaglia).
Solo per il primo anno di esistenza il nome completo della casa fu Badger Four Wheel Drive Auto Company ma nel 1910 la parola Badger (Tasso), fu eliminata dal nome.
Il modello più diffuso fu il Model B costruito in circa 16.000 esemplari e utilizzato durante la prima guerra mondiale dall'Esercito degli Stati Uniti e dai loro alleati.
Nel 1963, la FWD acquisì la Seagrave Fire Apparatus, specializzata in veicoli antincendio, la quale trasferì la propria sede da Columbus, nell'Ohio, alla sede della  FWD a Clintonville, Wisconsin. Molte autoscale dei Vigili del fuoco con telaio Seagrave furono marchiate FWD.
Randolph Lenz, presidente della casa madre della FWD, la Corsta Corp., fu coinvolto in una causa della Federal Deposit Insurance Corporation e nel 2003 tutte le attività della FWD, FWD Corporation, Seagrave, Baker Aerialscope e Almonte Fire Trucks furono venduti ad un gruppo di investimento guidato dall'ex dirigente americano di La France, James Hebe.
Oggi il gruppo Seagrave Fire Apparatus è una società di punta della ELB Capital Management ma il marchio FWD non viene più utilizzato.